# 2001 Maniacs
2001 Maniacs is een Amerikaanse horrorfilm uit 2005 onder regie van Tim Sullivan. De productie is een remake van de splatterfilm Two Thousand Maniacs! uit 1964. De film wordt gedistribueerd door Lionsgate en gefilmd in het openluchtmuseum Westville in Georgia. 2001 Maniacs kreeg in 2010 een vervolg getiteld 2001 Maniacs: Field of Screams.

## Verhaal
Drie vrienden – Anderson Lee, Cory Jones en Nelson Elliot – krijgen van professor Ackerman een straf opgelegd: ze moeten een nieuwe scriptie schrijven. Om even te ontsnappen, besluiten ze tijdens de voorjaarsvakantie naar Daytona Beach te rijden. Maar door een omleiding belanden ze in het schijnbaar rustige stadje Pleasant Valley, Georgia, waar 2001 inwoners wonen. De burgemeester, Mayor Buckman, verwelkomt hen als eregasten tijdens het jaarlijkse "Guts n' Glory Jubilee", een feest ter herinnering aan de Amerikaanse Burgeroorlog. Onderweg sluiten ook Joey, een blonde meid, Kat, een brunette, en de flamboyante Ricky zich bij hen aan. Later voegen Malcolm en Leah zich bij het gezelschap, waardoor er in totaal acht nietsvermoedende noorderlingen deelnemen aan de festiviteiten.
In Pleasant Valley runt Granny Boone het enige hotel, terwijl Rufus en Lester, de zonen van de burgemeester, samen met de klunzige herder Hucklebilly tot de vreemdste inwoners van het dorp behoren. De charmante nichtjes Glendora en Hester draaien de mannen om hun vingers. Twee muzikanten irriteren de gasten met hun eindeloze gitaarspel. Wat begint als een ontspannen vakantie, verandert al snel in een nachtmerrie wanneer de groep tijdens de festiviteiten één voor één verdwijnt en de sfeer omslaat in een strijd om te overleven.
Harper Alexander, een charismatische inwoner, lokt Kat in een val waarin ze door vier paarden wordt gevierendeeld. Nelson wordt verleid door een melkmeisje en vervolgens met een gas omgebracht dat zijn lichaam verbrandt. Leah krijgt een make-over als Southern Belle, maar wordt vermorzeld door een vallende kerkklok, aangestuurd door Granny Boone. Glendora en Hester doorboren Ricky met een spies nadat hij in een val is gelokt door Rufus. De nerdy Cory probeert zich te beschermen door een gebed, maar wordt alsnog verslonden door het stalen gebit van Ms. Peaches. Malcolm, op zoek naar zijn vriendin Leah, wordt uiteindelijk gedood door zijn ogen uit te laten draaien, waarbij Rufus ook per ongeluk omkomt.
Tegen het einde blijven alleen Anderson en Joey over. Ze worden gevangen gehouden door de dorpsbewoners; Joey vastgebonden aan een stoel en Anderson aan een tafel. Ze moeten toekijken hoe de hoofden van hun vrienden worden opgediend als onderdeel van een gruwelijk feestmaal. Anderson daagt de burgemeester uit voor een duel. Als hij wint, krijgen hij en Joey toestemming om te vertrekken. Ze waarschuwen de politie en keren terug naar het dorp met sheriff Friedman, maar tot hun schrik is Pleasant Valley veranderd in een oude begraafplaats. Een monument onthult dat 150 jaar geleden, tijdens de Burgeroorlog, 2001 dorpelingen werden afgeslacht. De geesten van de dorpelingen zijn uit op wraak en zullen niet rusten totdat ze evenveel noorderlingen hebben gedood als vergelding.

## Rolverdeling
| Acteur            | Personage            | Opmerking        |
| ----------------- | -------------------- | ---------------- |
| Jay Gillespie     | Anderson Lee         |                  |
| Matthew Carey     | Cory Jones           |                  |
| Dylan Edrington   | Nelson Elliot        |                  |
| Marla Malcolm     | Joey                 |                  |
| Gina Marie Heekin | Kat                  |                  |
| Brian Gross       | Ricky                |                  |
| Mushond Lee       | Malcolm              |                  |
| Bianca Smith      | Leah                 |                  |
| Robert Englund    | Burgemeester Buckman |                  |
| Lin Shaye         | Granny Boone         |                  |
| Cristin Michele   | Glendora             |                  |
| Kodi Kitchen      | Hester               |                  |
| Brendan McCarthy  | Rufus Buckman        |                  |
| Adam Robitel      | Lester Buckman       |                  |
| Ryan Fleming      | Hucklebilly          |                  |
| Giuseppe Andrews  | Harper Alexander     |                  |
| Christa Campbell  | Melkmeisje           |                  |
| Wendy Kremer      | Ms. Peaches          |                  |
| Peter Stormare    | Professor Ackerman   |                  |
| Eli Roth          | Justin               | Cameo als lifter |